# Saupiquet (entreprise)
Pour les articles homonymes, voir Saupiquet.
Saupiquet est une entreprise fondée à Nantes en 1891 et spécialisée dans les métiers de la conserve de poisson, en particulier de thon.

## Historique

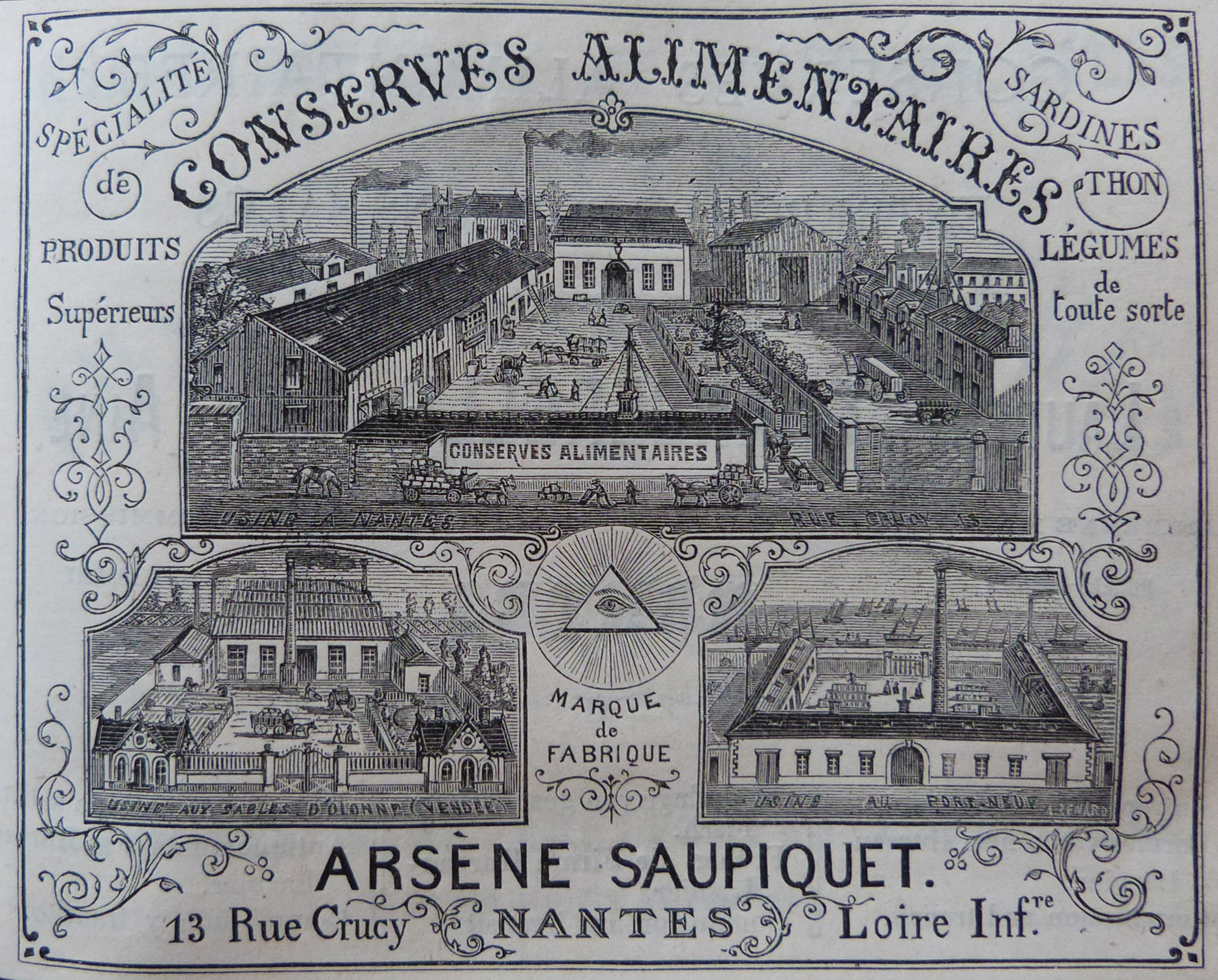
Publicité Arsène Saupiquet, 1882.

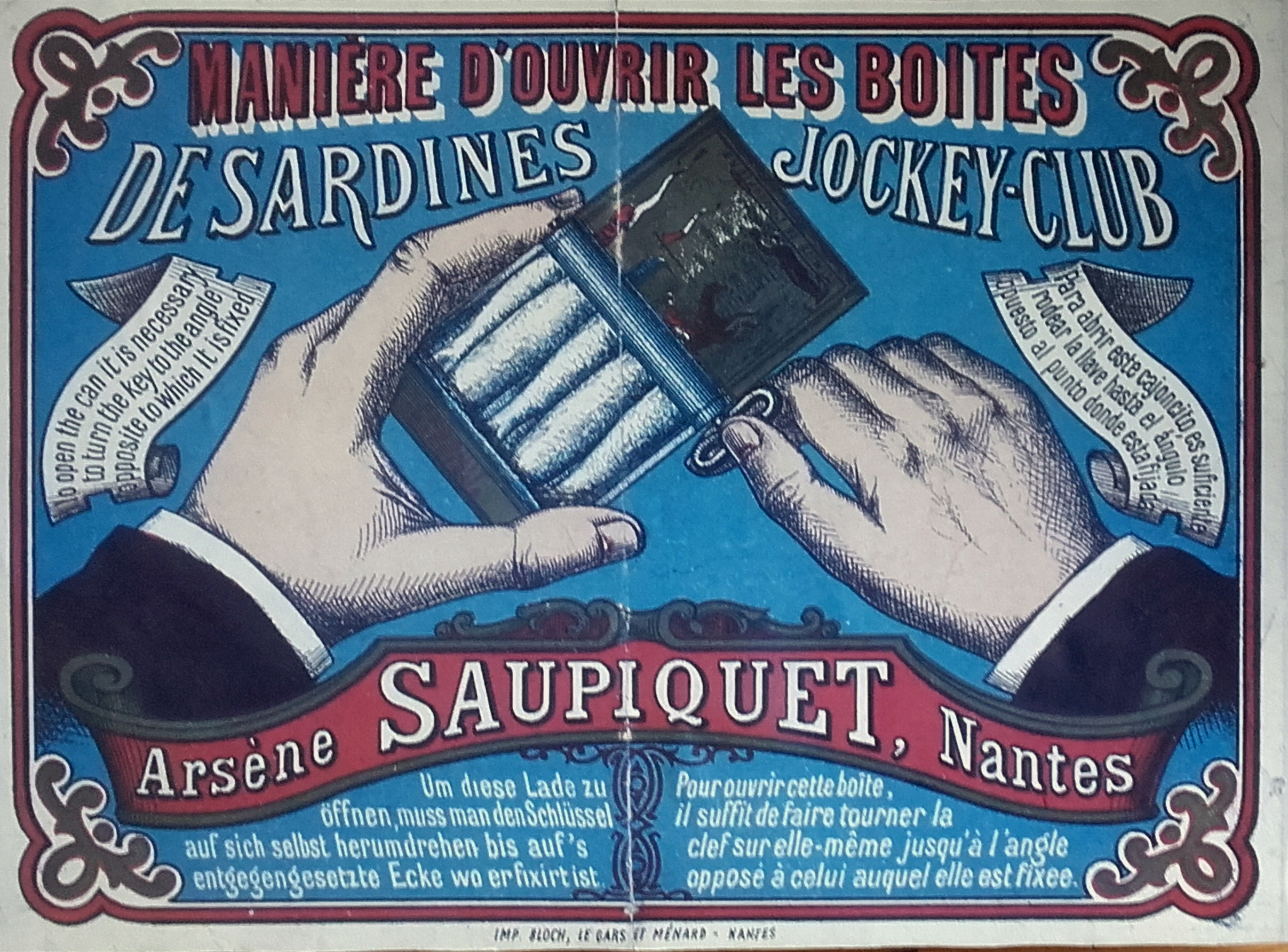
Affiche ancienne Saupiquet, décrivant au consommateur la technique d'ouverture d'une boîte de sardines en quatre langues (français, anglais, espagnol, allemand)

Dans les années 1870, Arsène Saupiquet (1849-1915), originaire de Jussac, un village du Cantal, s'installe à Nantes avec sa famille afin d'occuper le poste de directeur de la nouvelle usine que le ferblantier Alfred Riom (futur maire de la ville) vient de créer. Saupiquet poursuit ainsi sa carrière dans les établissements Riom où il a débuté à l'âge de 10 ans à la suite du décès de son père,.
En 1877, Arsène Saupiquet crée sa propre conserverie spécialisée dans la sardine, puis fonde en 1891 la société anonyme de conserves à la marque « Saupiquet ».
En 1900, la société compte déjà neuf usines dans l’ouest de la France . À partir de 1955, Saupiquet poursuit une longue série d'associations familiales et reprend la quasi-totalité des conserveries nantaises. Elle absorbe ainsi Teyssonneau (Bordeaux), Griffon (Cholet) et Tertrais (Nantes). En 1960, les entreprises « Arsène Saupiquet » deviennent la « Compagnie Saupiquet ». En 1989, la société cède à sa concurrente Bonduelle son activité conserve de légumes ainsi que sa filiale Cassegrain, permettant de se recentrer sur son activité principale : la conserve de poisson.
Après avoir appartenu à Paribas Affaires Industrielles (PAI), Saupiquet est racheté fin 1999 par le groupe italien Bolton Group, connu en France par les marques UHU, Carolin ou encore Rogé-Cavaillès. Celui-ci ferme l'usine de Saint-Gilles-Croix-de-Vie en 2001. En mars 2005, l'usine nantaise avec ses 70 salariés, ainsi que le siège social de l'entreprise dans la Cité des Ducs, installé depuis les années 1950 sur le boulevard Jules-Verne, ferment définitivement leurs portes. En 2010, c'est au tour de l'usine de Saint-Avé, dans le Morbihan, qui est spécialisée dans la fabrication des saladières à base de thon et des thons en sauce. Enfin, en juin 2024, le groupe italien "Bolton Group" annonce la fermeture de l'usine de Quimper (Finistère) : 155 emplois sont menacés.

## Production
Entre 1987 et 2010, l'entreprise est passée de dix à un seul site de production.
En France, la société ne possédait plus qu'une usine, à Quimper (Finistère) dans le quartier du Moulin Vert, qui transforme des filets de maquereaux ou de sardines.
L'usine de Quimper ferme ses portes le 20 décembre 2024 et la production sera relocalisée en Espagne et au Maroc.

## Flotte
Saupiquet possède sa propre flotte de thoniers : Via Avenir, Via Euros, Via Harmattan, Via Mistral, Via Zéphyr qui pêche dans différentes régions. Le 13 octobre 2009, les deux thoniers Avenir et Mistral ont été abordés par des pirates au large de l'Afrique qui ont été repoussés par les commandos de marine présents à bord.